# 1943카이
1943카이(1943改, 정식 명칭은 ‘1943카이 미드웨이 해전’)는 캡콤에서 1988년 2월에 발표된 아케이드용의 세로 스크롤 슈팅 게임이다. '1943'의 마이너 체인지 버전으로 발매되었다.
스테이지 수가 정리되어 16스테이지에서 10스테이지로 감소되었다. 또한 데모 씬이 수정되고 석양의 스테이지가 존재하는 등 연출 면에서 강화되었다.

## 게임 규칙
8방향 레버, 2버튼(A：쇼트, B：메가 크래쉬, A+B：공중 회전)으로 기체를 조작한다. 플레이어에게는 에너지 게이지가 있어서 시간과 함께 줄어드는 것 외에 적탄으로 몸통을 맞았을 때와 메가 크래쉬를 사용했을 때에 감소한다. 에너지는 아이템을 얻거나, 보스의 파괴율이 70%이상으로 스테이지 클리어하면 보급할 수 있다. 전작으로부터 6스테이지 줄어들어 전 10스테이지 구성이 되었다. 최종 스테이지는 컨티뉴 불가능.

## 무기
마이너 체인지 버전으로서 무기의 밸런스 재조정이 되고 있다. 전작에서 강력했던 무기는 큰 폭으로 약해졌으며 써먹을 곳이 없었던 무기는 강해졌다.
3WAY
전작과 같이 3방향으로 총알을 발사한다. 버튼을 계속 누르는 것으로 전작의 기관총과 같은 6연사가 가능하다. 그러나, 공격력은 무기 중에서는 가장 약해서, 내구력의 높은 적의 앞에서는 고전을 면치 못한다. 사이드 파이터를 장착해도 탄수는 증가하지 않는다.
슈퍼 쉘
노멀 쇼트의 3배의 공격력을 가진 미사일. 전작과는 달리 2연장이 되지만, 탄속이 늦기 때문에 전체적으로는 레이저에 비해 뒤떨어진다. 사이드 파이터를 장비하고 있는 상태에서는 4연장(2연장x2)이 된다.
레이저
적 전투기를 관통하는 강력한 무기. 최대 3단계 파워업 해, 위력도 노멀 쇼트의 3~5배나 높다. 또한 후단 부분에도 충돌판정이 있어, 클린 히트시키면 노멀 쇼트의 2배분의 대미지를 준다.
레이저를 장착하고 있는 상태에서 한층 더 레이저를 얻으면, 2단계째에 파워업하여 레이저의 색이 보라색이 된다.
3단계째에 파워업하기 위해서는 전작의 레이저와 동일하게, 스테이지 안에 나타나는 마네키네코를 얻어야할 필요가 있었지만, 3단계째에 파워업해 버리면, 다음에 레이저를 취득했을 때에 1단계째로 돌아와 버린다
사이드 파이터를 장착하고 있는 상태에서는 2연장이 된다.
산탄총
5방향으로 링장의 총알을 발사해 적탄을 상쇄할 수 있다. 연사가 불가능한 것은 전작과 같지만, 총알의 사이즈가 커져 사정거리도 길어진 후, 발사 속도도 큰 폭으로 향상됐기 때문에, 3WAY를 압도하고 본작의 최강 무기가 되었다.
또, 총알의 하나하나가 노멀 쇼트의 2배의 공격력을 가지기 때문에 밀착해 공격하면 내구력의 높은 적도 쉽게 넘어뜨릴 수 있다. 전작과 같이 단계적으로 파워업 할 것은 없다. 사이드 파이터를 장비하고 있는 상태에서는 7방향으로 발사한다.
산탄총은 극도로 강화되었으며, 이것을 얻는 것만으로 최종 스테이지조차 용이하게 클리어 할 수 있게 되어버려 전작에 비해 게임 밸런스가 큰 폭으로 악화되어 버렸다.
또, 자기의 정면으로 발사되는 총알은 다른 총알보다 한층 크고, 위력도 약간 높다.

## 아이템
Pow
라이프가 8 회복된다. 붉은 편대를 전멸시키면 나타난다. 계속 공격하면 여러 가지 무기로 바뀐다.
에너지 탱크
라이프가 24 회복된다. Pow를 계속 쏘는 방법 외에 특정 편대를 전멸시켜도 나타난다.
사이드 파이터
사이드 파이터가 장착된다. Pow를 계속 쏘는 방법 외에 특정 편대를 전멸 시켜도 나타난다.
딸기
득점 아이템. 특정 장소를 쏘면 나타난다. 공중전에서 함대에게 어지렵혀지는 것이 많다.
소
득점 아이템. 특정 장소를 발사하면 나타난다(항공 모함의 갑판 등에 숨겨져 있는 것이 많다).
술잔
득점 아이템. 특정 장소에 발사하면 나타난다(함대전에서 나타남).
죽순
득점 아이템. 손손과 같이 특정 장소를 지나면 나타나(500점), 얻으면 2,000점을 받는다.
잠자리
화면의 우측 끝으로부터 날아 오기도 한다(공격하면 10,000점).
사키치
바람개비 모양 아이템으로, 특정 지점에서 나타나는 화면 상부에 도망치는 적을 치면 나타나며 무기 에너지가 완전 회복된다(단 전작에 비해 출현 횟수는 감소).
야시치
특정 편대를 전멸시키면 나타난다(에너지가 완전 회복).
마네키네코
스테이지안에 여러 가지 지점에 나타나고는 사라진다(얻으면 파괴력 3단계의 레이저 획득).
모비
전함의 폭발로 나타나기도 한다. 이번 작에서는 기함을 완전히 파괴하지 않아도 포대가 파괴되었을 때의 파편으로부터도 나타나기도 한다(공격하면 보너스 10만 점 획득).

## 각 스테이지의 보스
- 스테이지1:加賀 (카가)
- 스테이지2:亜也虎I (초대형폭격기|아야코)
- 스테이지3:赤城 (아카기)
- 스테이지4:大飛龍 (대형 폭격기 편대, 4식 중폭격기|히류) --정식명칭은 다이히류--
- 스테이지5:伊勢 (항공전함|이세)
- 스테이지6:亜也虎II (초대형폭격기|아야코), 오리지널! --B-24을6발엔진으로 한 것 같은 기체--
- 스테이지7:山城 (전함|야마시로)
- 스테이지8:亜也虎III (초대형 폭격기|후가쿠)
- 스테이지9:長門 (일본 전함 나가토|나가토)
- 스테이지10:大和 (대형 전함|야마토)

## BGM
- 리뉴얼에 따라 BGM의 대부분이 교체되었다. 전작은 경쾌한 템포의 곡이 많았던 것에 비하여, 본작은 차분한 곡이 증가하였다. 또, 전작의 곡을 재사용한 것도 있지만, 재편곡되어 분위기가 조금 다르기도 하다.
- 아야코 3기와 야마토(함대전)에는 전용곡을 선택할 수 있게 되었다(아야코의 앞 2기는 전작의 어레인지).
- 스테이지 감소로 사용되지 못한 BGM(함대전 B)가 존재한다. 이 곡은 서비스 모드의 사운드 테스트 등을 통해 들을 수 있으며, PC엔진판의 함대전에도 재이용되고 있다.

## 그 외 변경점
- 플레이어 기종이 P-38에서 복엽기로 대체되었다(기종은 명기되어 있지 않지만, PT-17로 추정).
- 1플레이어가 빨간색, 2플레이어가 노란색 기종으로 바뀌었다.
- 특정 스테이지에서만 나오던 사이드 파이터도 에너지 아이템에서 임의로 입수가 가능해졌다.
- 적기의 디자인이 공상적인 디자인으로 변경되고 있다. 아야코에 도달하면 대형 플로트가 부착된 수상기가 된다.
- 공격 목표를 격파했을 때에 흩날리는 파편의 수가 큰 폭으로 증가하였다(파편을 맞혔을 때의 득점은 감소).
- 편대를 전멸 시키면 나오는 고정 아이템에 에너지 탱크하고 사이드 파이터가 폐지되었다.
- 전작의 AUTO는 레이저로 바뀌었다.
- 무기를 얻었을 때의 무기 에너지의 증가량이 28으로 증가했다. 또, 최대치도 64에서 80으로 상승했다
- 메가 크래쉬로 해일 및 번개가 극도로 나오기 쉬워졌다
- 기체의 강화에 따라서 적의 알고리즘도 전반적으로 강화되어 대형기나 아야코가 작렬탄을 많이 사용하게 되었다(덧붙여 내구력도 상승).
- 단, 야시치(바람개비 형태) 아이템의 출현 횟수는 감소하였다.

## 이식 작품
- PC엔진판

1991년 3월 22일, 나그잣트에서 PC엔진판을 발매하였다.
패미콤 판의 '1943'같이, 적전함의 명칭(아야코 제외)이 삼국지의 무장명으로 변경되었다. 본작은 아케이드판의 구성에 준한 7스테이지에 더해 PC엔진판의 독자 버전으로서 "수상 요새", "아야코카이", "장갑 열차", "트우타크카이" 등 오리지널의 보스가 등장하는 새로운 스테이지가 추가되었다.
덧붙여 이러한 신스테이지에서는 자기의 무장의 충돌판정이 강화되는 한편, 적캐릭터의 알고리즘이나 공격 방법등이 그 이전의 스테이지의 것과 크게 다르기 때문에, 클리어하려면 새로운 공략 패턴이 필요하게 되는 등, 아케이드판과 비교하면 '다른 게임'이라고 해도 지장없을 만큼의 대폭적인 어레인지가 이루어졌다.덧붙여 아케이드 화면과 오리지널 화면의 사이에는 제트 엔진을 탑재하는 데모 씬이 흐른다.
- 캡콤 제너레이션판

1998년, '1942', '1943'과 함께, 모두플레이스테이션판 및세가 새턴판 '캡콤 제네레이션 제1집 ~격추왕의 시대~'에 수록.
2006년, 플레이스테이션 2및플레이스테이션 포터블로 발매한 '[캡콤 클래식 콜렉션]]'에 수록('1942', '1943'도 포함한다).